# Jaera (Jaera) forsmani
Jaera (Jaera) forsmani là một loài chân đều trong họ Janiridae. Loài này được Bocquet miêu tả khoa học năm 1950.